# Tobias Furneaux
Tobias Furneaux (Plymouth, 21 agosto 1735 – Plymouth, 18 settembre 1781) è stato un militare, navigatore ed esploratore britannico che accompagnò James Cook nel suo secondo viaggio esplorativo.
Fu il primo uomo a circumnavigare il globo in entrambe le direzioni, ed in seguitò comandò un vascello britannico durante la guerra d'indipendenza americana.

## Gioventù
Furneaux nacque a Plymouth, figlio di William Furneaux (1696-1748) di Swilly e Susanna Wilcocks (1698-1775). Si arruolò nella Royal Navy e fu assegnato alle coste francesi ed africane ed alle Indie Occidentali nell'ultima parte della guerra dei sette anni (1760–1763). Fu sottotenente della HMS Dolphin agli ordini di Samuel Wallis nel suo ultimo viaggio attorno al globo (agosto 1766 – maggio 1768) e, a causa della malattia che bloccò Wallis in cabina, Furneaux fu il primo a mettere piedi a Tahiti, dove piantò una bandiera, tagliò l'erba e prese possesso della terra in nome di Sua Maestà (25 giugno 1767).

## Servizio con Cook
Nel novembre 1771 fu messo al comando della Adventure che accompagnò James Cook (imbarcato sulla Resolution) nel suo secondo viaggio. Durante la spedizione Furneaux fu separato per due volte dal suo comandante (dall'8 febbraio 1773 al 19 maggio 1773 e dal 22 ottobre 1773 al 14 luglio 1774, data del ritorno in Inghilterra). Nel primo caso esplorò gran parte delle coste meridionali ed orientali della terra di Van Diemen (oggi Tasmania) redigendo le prime mappe britanniche della zona. Cook, visitando questa linea costiera nel suo terzo viaggio, confermò il racconto di Furneaux aggiungendo piccoli dettagli, e dando il nome all'arcipelago Furneaux all'ingresso orientale dello stretto di Bass ed all'arcipelago oggi noto come isole Tuamotu.
Dopo che la Adventure fu definitivamente separata dalla Resolution al largo della Nuova Zelanda nell'ottobre 1773, Furneaux tornò a casa da solo, portando con sé Omai di Ulaietea (Raiatea). Fu il primo isolano dei mari del sud a viaggiare fino alla Gran Bretagna, e tornò a Tahiti con Cook nel 1776–1777.

## Ultimi incarichi
Furneaux fu promosso capitano nel 1775. Nel corso della guerra d'indipendenza americana comandò la Syren durante l'attacco britannico del 28 giugno 1776 a Charleston (Carolina del Sud). La Syren, con Furneaux al comando, naufragò nei pressi di Point Judith (Rhode Island) il 6 novembre 1777.. Secondo altre fonti il naufragio sarebbe avvenuto il 10 novembre, ma i registri della corte marziale ed altri documenti ufficiali riportano il 6 novembre. Il Rhode Island Marine Archaeology Project (RIMAP) ha pubblicato un racconto dettagliato delle attività della Syren durante la guerra di indipendenza, oltre ad alcuni documenti legati al naufragio. Il 10 novembre Furneaux ed il suo equipaggio furono fatti prigionieri a Providence, in attesa di venire scambiati. Il RIMAP ha anche fatto notare che la Syren fu una delle almeno cinque navi legate al capitano Cook ed ai suoi compagni di circumnavigazione con un legame storico con il Rhode Island.